# Войково (Старобешевский район)
Войково (укр. Войкове) / Каменное (укр. Кам'яне) — село на Украине, находится в Старобешевском районе Донецкой области. Под контролем самопровозглашённой Донецкой Народной Республики.

## География
В Донецкой области имеется одноимённый населённый пункт посёлок Войково в составе города Харцызска.

#### Соседние населённые пункты по странам света
С: Новокатериновка, Прохоровское
СЗ: Петровское, Ребриково, Береговое, Старобешево
СВ:  Ленинское, Шмидта, Шевченко, Строитель, Петренки
З: город Комсомольское, Подгорное
В: Колоски
ЮЗ: Весёлое, Раздольное
ЮВ: —
Ю: Зелёное, Новозарьевка

## История
12 мая 2016 года Верховная Рада Украины присвоила селу название Каменное в рамках кампании по декоммунизации на Украине. Переименование не было признано властями самопровозглашенной ДНР.

## Население
Население по переписи 2001 года составляло 131 человек.

## Общие сведения
Код КОАТУУ — 1424583505. Почтовый индекс — 87250. Телефонный код — 6253.

## Адрес местного совета
87253, Донецкая область, Старобешевский р-н, с. Новозарьевка, ул. Школьная, 1в